# Коваленко Володимир Михайлович
Володимир Михайлович Коваленко (26 червня 1922 , Новокостянтинівка, Новобузький район  — 15 грудня 2003 , Суми ) — український науковець, фахівець у галузі гідроаеромеханіки, професор.

## Біографія
Коваленко Володимир Михайлович народився 26 червня 1922 року в селі Новокостянтинівка Миколаївської області) у селянській родині. У 1939 році закінчив середню школу № 1 міста Конотоп. 1953 року закінчив Московський державний університет імені М. В. Ломоносова. У 1953—1968 роках працював старшим науковим співробітником Центрального аерогідродинамічного інституту імені Жуковського в місті Жуковський Московської області. Від 1968 до 1986 року завідував лабораторією аеродинаміки Інституту теоретичної та прикладної механіки Сибірського відділення АН СРСР (м. Новосибірськ, Російська Федерація). Від 1986 до 2003 року працював професором кафедри гідромашин Сумського державного університету.

## Наукові праці
Коваленко Володимир Михайлович проводив наукові дослідження у сферах: аеродинаміка літаків і ракет, аеродинаміка проблеми вітродвигунів і відцентрованих насосів. Він автор близько двохсот наукових праць та винаходів, у тому числі:
- Сопротивление трения и теплоотдача шереховатой пластины при сверхзвуковых скоростях. Москва, 1965
- Расчет сопротивления трения, теплоотдачи и температуры обшивки летательных аппаратов. Москва, 1967
- Исследования по аэродинамике в ФРГ. Москва, 1983; Исследования по ветроэнергетике в Сумском государственном университете // Вісн. Сум. ун-ту. 1994. № 11

## Досягнення і нагороди
Нагороджений 21 державною нагородою, як учасник Другої світової війни і як науковець.
- 1978 р. — захистив наукову дисертацію і отримав вчений ступінь доктор технічних наук
- 1989 р. — присуджено звання професора.
- 1996 р. — академік Інженерної академії України.